# 普通鹿蹄草
普通鹿蹄草（学名：Pyrola decorata）为杜鵑花科鹿蹄草属下的一个种。

## 外部連結
- 鹿銜草 Luxiancao （页面存档备份，存于） 中藥材圖像數據庫 (香港浸會大學中醫藥學院)
- 鹿銜草 Lu Xian Cao （页面存档备份，存于） 中藥標本數據庫 (香港浸會大學中醫藥學院) （繁體中文）（英文）

## 扩展阅读
- 維基物種上的相關：普通鹿蹄草